# Fumago salicina
Fumago salicina är en svampart som först beskrevs av Christiaan Hendrik Persoon, och fick sitt nu gällande namn av Tul. & C. Tul. Fumago salicina ingår i släktet Fumago, divisionen sporsäcksvampar och riket svampar.   Inga underarter finns listade i Catalogue of Life.

## Källor

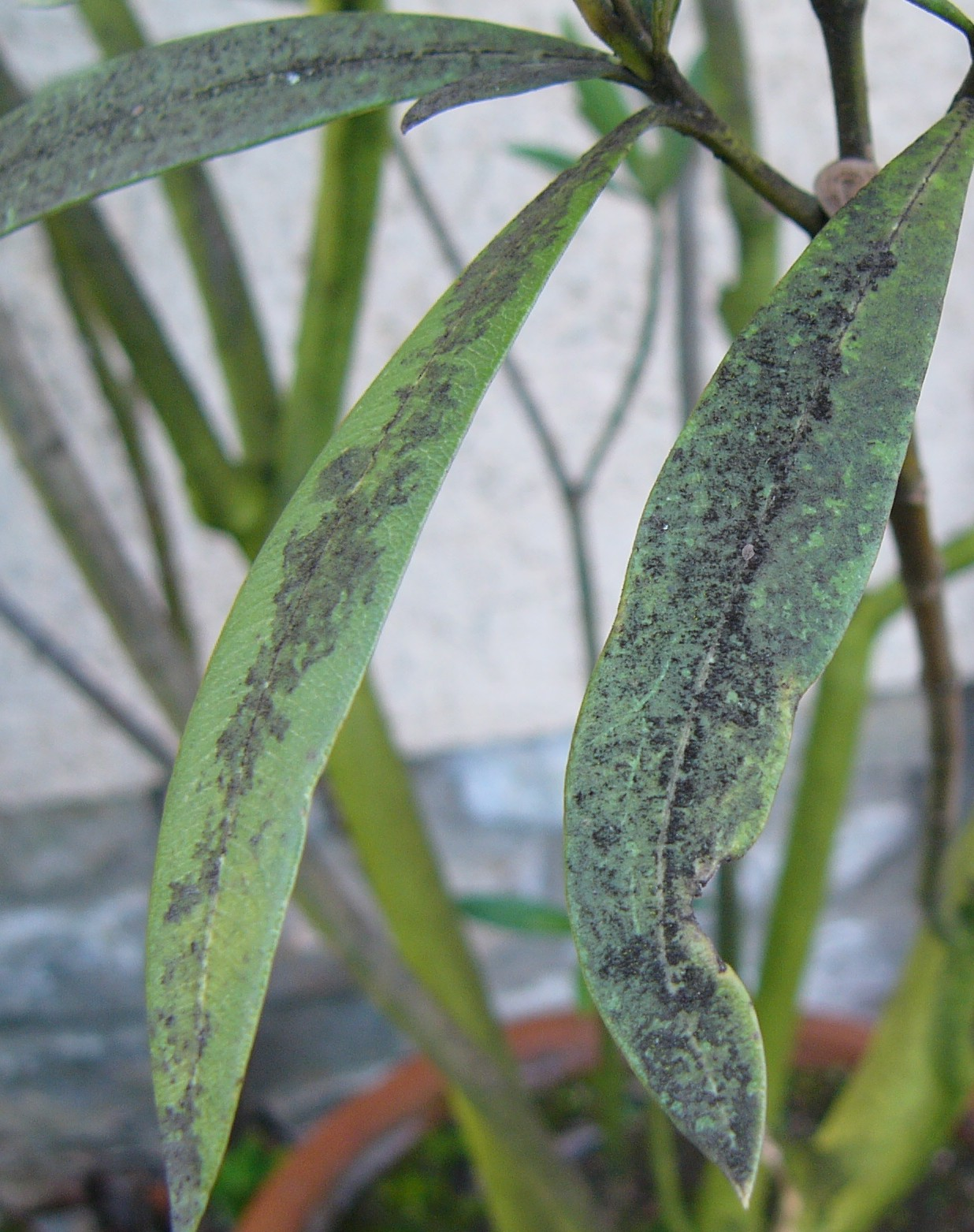
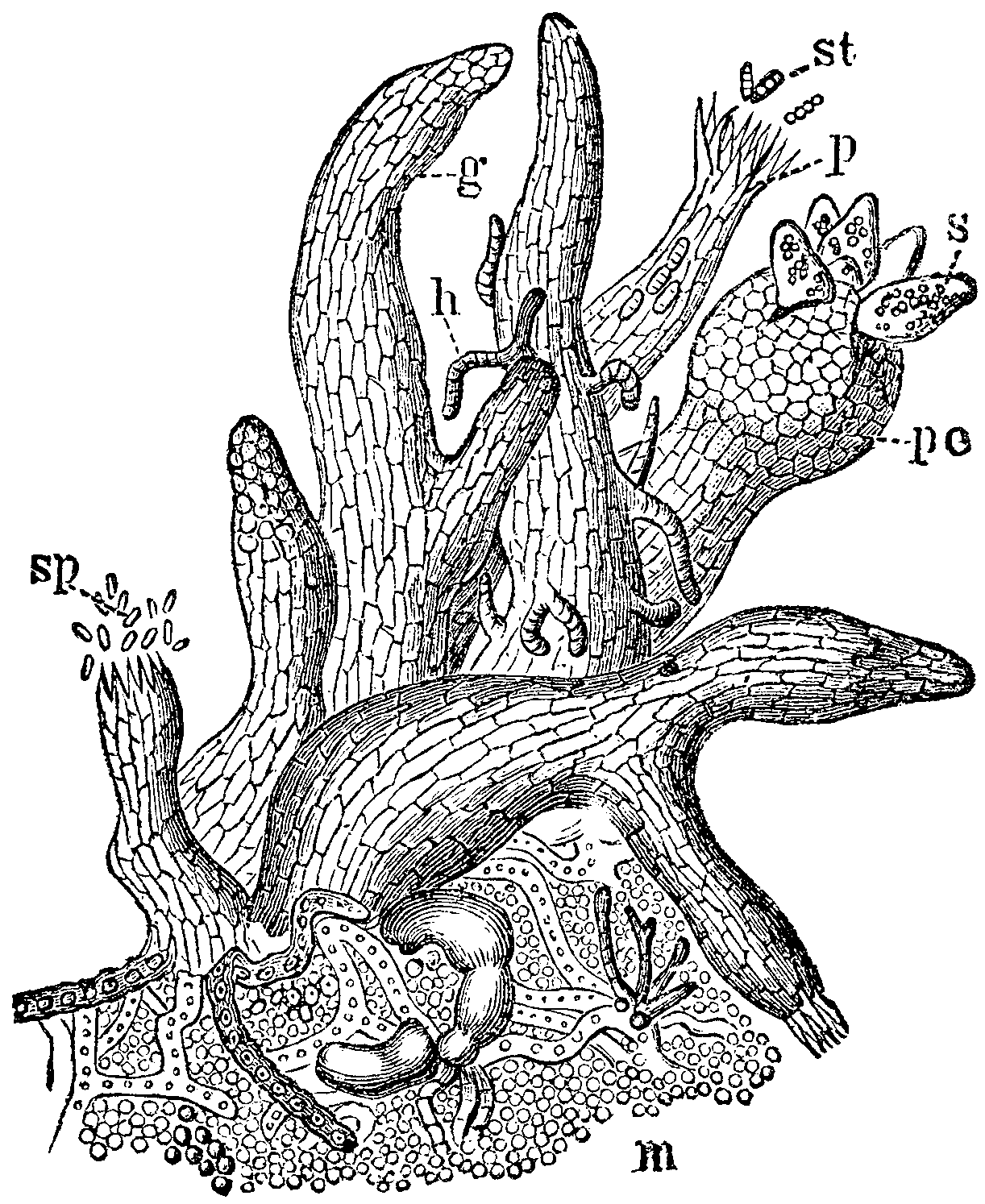